# Nancy Hodges
Pour les articles homonymes, voir Hodges.
Nancy Hodges (28 octobre 1888-15 décembre 1969) est une femme politique canadienne de la Colombie-Britannique. Elle est députée provinciale libérale de la circonscription britanno-colombienne de Victoria City de 1941 à 1953. Elle est membre du gouvernement de coalition de 1945 à 1952.
Hodges est la première femme à être présidente dans une des nations du Commonwealth, ainsi qu'une militante active pour le droit des femmes dans le Commonwealth.

## Biographie
Né à Londres en Angleterre, Hodges fréquente le King's College de l'université de Londres. Avec son conjoint, Harry P. Hodges, le couple s'installe à Victoria afin d'offrir un climat sec pour guérir sa tuberculose. Sur place, elle trouve un emploi au Victoria Day Times où elle deviendra colonniste. Pendant une trentaine d'années, elle écrit environ 2 550 chroniques. En plus de son intérêt pour le journalisme, elle s'implique dans le Victoria Business and Professional Women's Club dans lequel elle est membre et éventuellement présidente.

### Vie politique
Première candidate libérale en Colombie-Britannique, elle fait campagne sous le thème de l'amélioration des conditions sociales et pour de meilleures pensions de vieillesse. Elle œuvre aussi à l'amélioration des services médicaux, de la protection des femmes célibataires et des indemnités.
Élue en 1941, Hodges est favorable à la formation d'une coalition avec les Conservateurs. Le chef libéral et premier ministre Duff Pattullo étant contre l'idée de former une coalition, il indique que « la coalition avec les conservateurs signifierait la fin du Parti libéral en Colombie-Britannique ». À cette déclaration, Hodges mentionne que « La coalition ne tuera aucun parti qui n'a pas déjà des germes de décadence en lui ». John Hart remplace Pattullo comme chef du parti et premier ministre.
Impliquée dans le Victoria Business and Professional Women's Club avec le slogan « Un salaire égal pour un travail égal ! », Hodges était convaincue que plus de femmes devaient faire le saut en politique pour amener un effet politique. Les principes de Hodges l'amenaient fréquemment à dépasser les clivages politiques et à collaborer avec la conservatrice Tilly Rolston et Dorothy Steeves, Laura Jamieson et Grace MacInnis du CCF afin de promouvoir la cause des femmes. Avec d'autres femmes, elle convainc le gouvernement de faire l'acquisition de tableaux d'Emily Carr avant que cette dernière acquière une notoriété nationale.
Réélue en 1945 et en 1949, elle assiste à la conférence publique pour les Nations unies lors de la conférence internationale de la paix de San Francisco en 1945 et durant laquelle la Charte des Nations unies est signée,. En 1947, elle attaque le gouvernement de coalition pour avoir procédé au renvoi de femmes célibataires afin de fournir un emploi à d'anciens combattants. Hodges plaide aussi pour que les femmes soient éligibles aux indemnités d'accident de travail et que les femmes mariées puissent recevoir des droits de propriété.
Alors que Hart quitte son poste en 1947, Hodges soutient la candidature de Boss Johnson avec un discours passionné lors de la convention durant laquelle il sera élu. Suivant sa victoire, une rumeur mentionnait que Hodges serait récompensée d'une nomination au cabinet, mais indique qu'elle n'accepterait pas un poste ministériel. En 1950, elle est élue présidente de l'Assemblée législative de la Colombie-Britannique. Elle demeure à ce poste jusqu'en 1952.
Défaite en 1953, elle est rapidement nommée au Sénat du Canada représentant la division de Victoria et demeure en poste jusqu'en 1965.
Hodges meurt en décembre 1969 à l'âge de 81 ans.